# 千葉県道266号旭笹川線

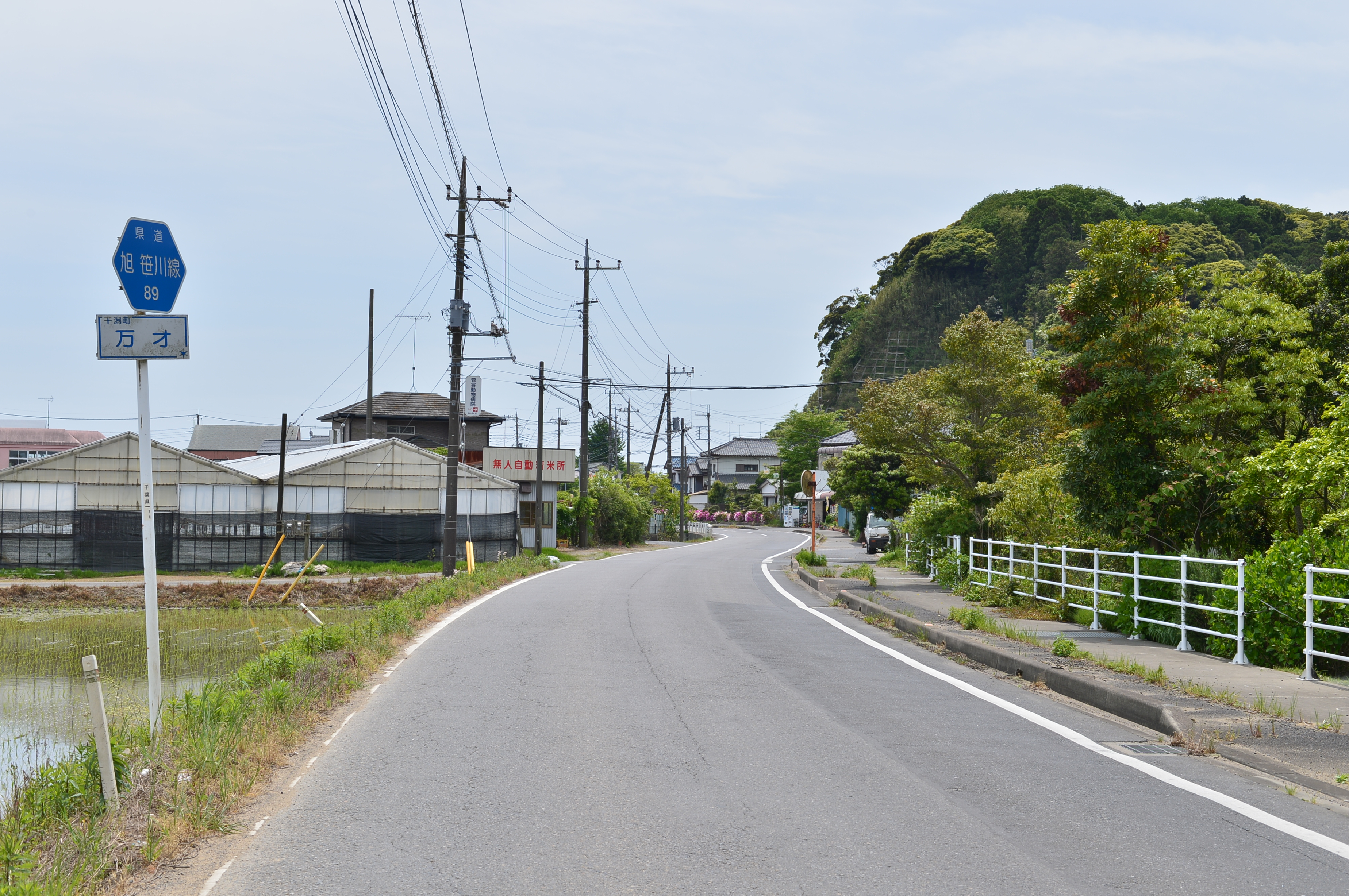
千葉県道266号旭笹川線
旭市萬歳（2015年5月）
路線名標識は旧来のもので訂正されていないため、整理番号「89」、「干潟町万才」の記載が見られる。

千葉県道266号旭笹川線（ちばけんどう266ごう あさひささがわせん）は、千葉県旭市から香取郡東庄町に至る一般県道である。

## 概要
- 起点：旭市イ（袋東交差点、国道126号交点）
- 終点：香取郡東庄町笹川い（国道356号交点）
- Google マップ

## 路線状況

### 道路施設
- 笹川新橋（黒部川、東庄町笹川い）

## 地理

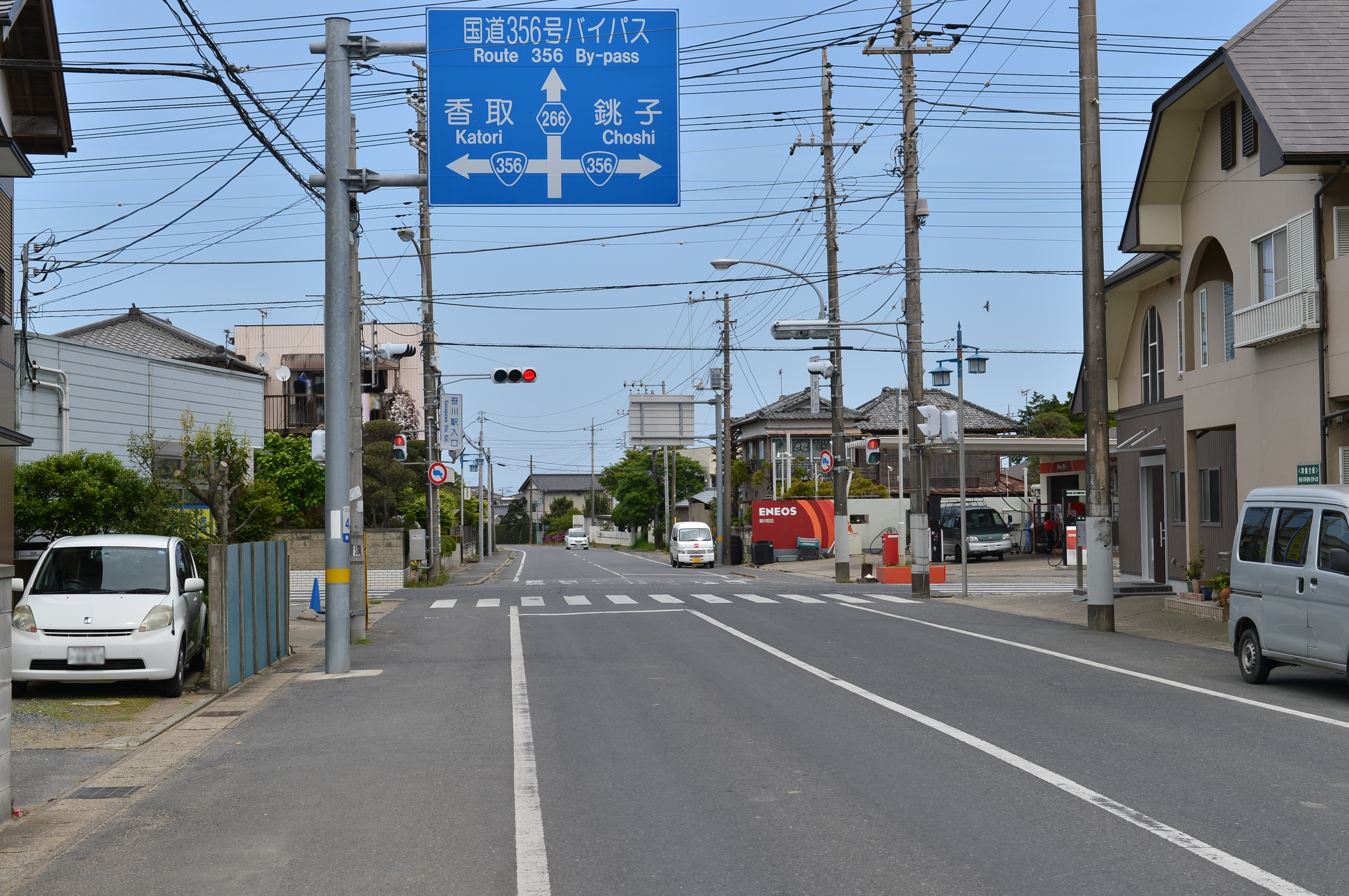
香取郡東庄町笹川いの笹川駅入口交差点。東庄交番前交差点まで国道356号と重複する。（2015年5月）

### 通過する自治体
- 千葉県
  - 旭市 - 香取郡東庄町

### 交差する道路
- 国道126号：旭市イ（袋東交差点、起点）
- 千葉県道74号多古笹本線：旭市万歳 ※一部重複
- 千葉県道265号小見川海上線：香取郡東庄町大久保 - 窪野谷 ※一部重複
- 国道356号：香取郡東庄町笹川い ※一部重複
- 国道356号バイパス：香取郡東庄町笹川い（終点）